# کاردینگ

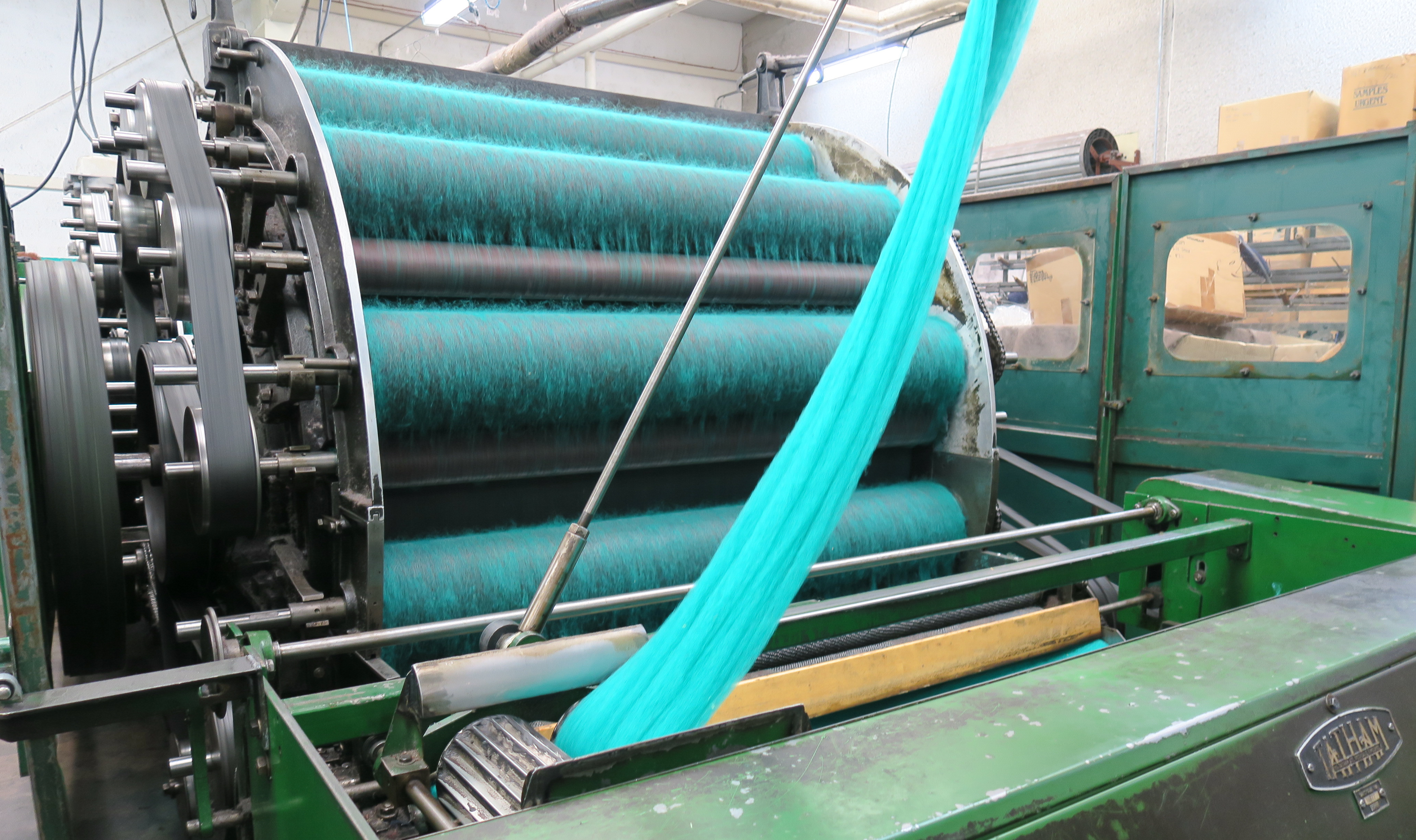
پشم رنگ‌شده در حال شانه‌زنی با دستگاه شانه‌زنی تاتام مربوط به سال ۱۹۴۹ در کارخانه جیمیسون میل, سندنس, شتلند, اسکاتلند

در تولید منسوجات، شانه‌زنی یک فرایند مکانیکی است که طی آن الیاف از هم باز، تمیز و با یکدیگر مخلوط می‌شوند تا یک لایه یا نوار پیوسته مناسب برای پردازش‌های بعدی تولید شود. 
این فرایند از طریق عبور دادن الیاف بین سطوحی که با سرعت‌های متفاوت حرکت می‌کنند و با "پوشش کارد"، ماده‌ای محکم و انعطاف‌پذیر که با سوزن‌های فلزی ریز پوشیده شده است، انجام می‌گیرد.
این فرایند، گره‌ها و توده‌های نامنظم الیاف را از هم باز می‌کند و سپس الیاف جداگانه را به صورت موازی با یکدیگر مرتب می‌سازد.
در آماده‌سازی الیاف پشمی برای ریسندگی، کاردینگ مرحله‌ای است که پس از مرحله شل‌کردن انجام می‌شود.
کلمه از واژه‌ی لاتین Carduus به‌معنای خار مقدس یا گیاه شانه‌ای گرفته شده است، زیرا در ابتدا از گیاه خشک‌شده‌ی شانه‌ای برای شانه‌زدن پشم خام استفاده می‌شد، پیش از آن‌که پیشرفت‌های فناورانه منجر به استفاده از ماشین‌ها شود.

## تاریخچه
تاریخ‌نگار علم، جوزف نیدهام، اختراع ابزارهای کمانی‌شکل مورد استفاده در فناوری نساجی را به هند نسبت می‌دهد.قدیمی‌ترین شواهد از استفاده از ابزارهای کمانی‌شکل برای کاردینگ از هند (قرن دوم میلادی) به دست آمده است.این دستگاه‌های کاردینگ که کَمان (کمان) و دونَکی نامیده می‌شدند، با استفاده از یک سیم مرتعش بافت الیاف را شل و باز می‌کردند.
در آغاز قرن هجدهم، پشم در انگلستان با استفاده از یک جفت کارت دستی در یک فرایند دو مرحله‌ای کاردینگ می‌شد: مرحله‌ی اول 'ورکینگ (کار کردن)' که در آن کارت‌ها روبه‌روی هم قرار می‌گرفتند، و مرحله‌ی دوم 'استریپینگ (جدا کردن)' که در آن کارت‌ها به‌صورت موازی با یکدیگر قرار می‌گرفتند.
در سال ۱۷۴۸، لوئیس پل از بیرمنگامِ انگلستان دو دستگاه کاردینگ دستی اختراع کرد.
دستگاه اول از لایه‌ای از سیم‌ها روی یک میز صاف استفاده می‌کرد که با پدال‌های پایی حرکت داده می‌شد. این طرح شکست خورد.
در دستگاه دوم، لایه‌ای از نوارهای سیمی بر روی یک کارت قرار گرفت که سپس دور یک استوانه پیچیده شد.
دانیل بورن در همان سال حق امتیازی مشابه دریافت کرد و احتمالاً آن را در کارخانه ریسندگی خود در لئومینستر به کار برد، اما این کارخانه در سال ۱۷۵۴ دچار آتش‌سوزی شد.این اختراع بعدها توسط ریچارد آرک‌رایت و ساموئل کرامپتون توسعه و بهبود یافت.
حق امتیاز دوم آرک‌رایت (در سال ۱۷۷۵) برای دستگاه کاردینگ او، بعدها در سال ۱۷۸۵ باطل اعلام شد، زیرا فاقد نوآوری بود.

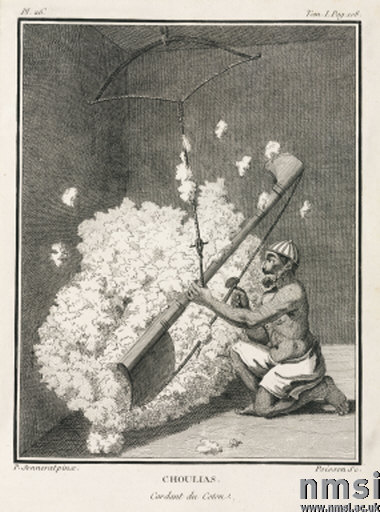
یک "شانه‌زن پنبه": تصویری قدیمی که از اثر هنرمند پیر سونرا مربوط به سال ۱۷۸۲ کپی شده است.

از دههٔ ۱۷۸۰، دستگاه‌های کاردینگ در کارخانه‌هایی در شمال انگلستان و مرکز ولز راه‌اندازی شدند.
اولویت با پنبه بود، اما الیاف پشمی نیز در سال ۱۷۸۰ در یورکشایر کاردینگ می‌شدند.
در فرآیند کاردینگ پشم، از دو دستگاه استفاده می‌شد:دستگاه اول یا اسکریبلر، الیاف را باز کرده و با هم مخلوط می‌کرد، دستگاه دوم یا کندنسر، الیاف را بیشتر مخلوط کرده و به شکل یک لایه پیوسته درمی‌آورد.اولین کارخانه در ولز در سال ۱۷۸۹ در دولوبرن نزدیک میفود تأسیس شد.
این کارخانه‌های کاردینگ به‌ویژه برای صنعت فلانل ولزی، نخ تولید می‌کردند.
در سال ۱۸۳۴، جیمز والتون نخستین دستگاه‌های کاربردی را برای استفاده از کارت سیمی اختراع کرد.
او این دستگاه را به ثبت رساند و همچنین نوعی کارت جدید با لایه‌هایی از پارچه و لاستیک را نیز ثبت اختراع کرد.
ترکیب این دو اختراع به استانداردی در صنعت کاردینگ تبدیل شد، که ابتدا توسط شرکت پار، کرتیس و والتون در انکوتس ساخته شد، و از سال ۱۸۵۷ به بعد نیز توسط شرکت James Walton & Sons در هاتن دیل تولید گردید.
یک کارخانه شانه‌زنی در دهه ۱۷۸۰ با یک چرخ آب حرکت می‌کرد. در آن زمان، حدود ۱۷۰ کارخانه شانه‌زنی در اطراف لیدز وجود داشت. هر دستگاه شانه‌زنی برای کار کردن به ۱۵ تا ۴۵ اسب بخار (۱۱ تا ۳۴ کیلووات) نیرو نیاز داشت. ماشین‌های مدرن با تسمه‌ای که از یک موتور برقی یا یک شافت هوایی از طریق دو قرقره نیرو می‌گیرد، کار می‌کنند.

## فرآیندهای تولید پنبه

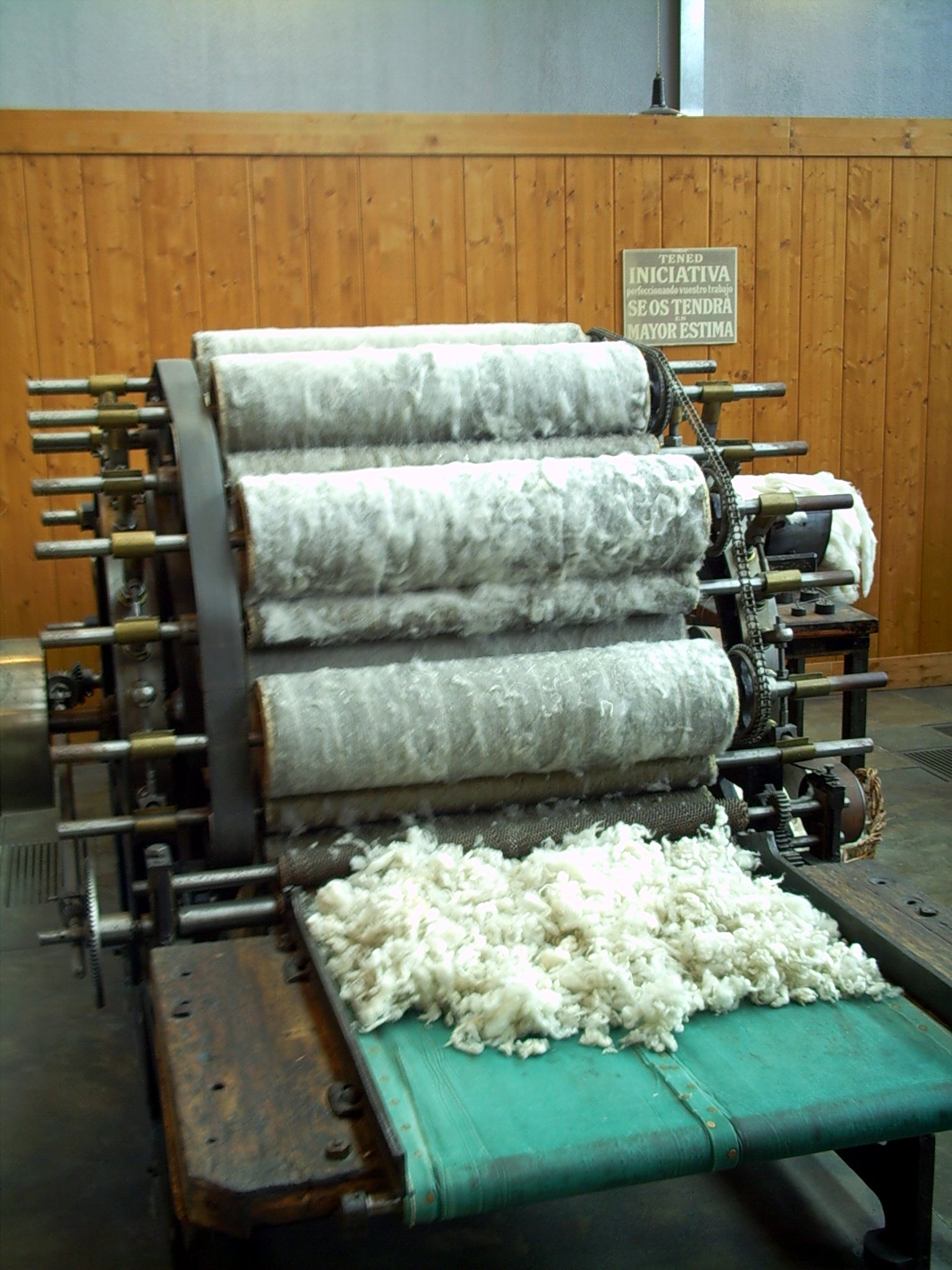
دستگاه شانه‌زنی

شانه‌زنی: در این مرحله، الیاف از یکدیگر جدا شده و در پایانِ این مرحله به صورت یک رشته شل (نوار یا دسته‌ای از الیاف) جمع‌آوری می‌شوند.
پنبه پس از خروج از دستگاه پیکینگ به‌صورت لایه‌هایی (لَپ‌ها) درمی‌آید و سپس به دستگاه‌های کاردینگ منتقل می‌شود. دستگاه‌های کاردینگ الیاف را به‌طور منظم در یک راستا قرار می‌دهند تا ریسیدن آن‌ها آسان‌تر شود. دستگاه کاردینگ عمدتاً از یک غلتک بزرگ تشکیل شده که چندین غلتک کوچک‌تر آن را احاطه کرده‌اند. تمام غلتک‌ها دارای دندانه‌های ریز هستند، و هرچه پنبه در مسیر دستگاه جلوتر می‌رود، این دندانه‌ها ریزتر و به هم نزدیک‌تر می‌شوند. پنبه در نهایت به‌صورت یک نوار ضخیم از الیاف (اسلایور) از دستگاه کاردینگ خارج می‌شود. 
در معنای گسترده‌تر، کاردینگ می‌تواند به چهار فرایند ویلوئینگ، لپینگ، کاردینگ و دراوینگ اشاره داشته باشد. در مرحله ویلوئینگ، الیاف شل می‌شوند. در مرحله لپینگ، گرد و غبار از الیاف جدا شده و یک ورقه یا لپ صاف از الیاف ایجاد می‌شود؛ خودِ کاردینگ به معنای شانه کردن لپ درهم‌تنیده و تبدیل آن به یک طناب ضخیم یا نوار الیاف به قطر نیم اینچ است. این نوار می‌تواند در صورت نیاز شانه‌زنی اضافی شود تا الیاف کوتاه‌تر حذف شوند، که در نتیجه نخ قوی‌تری به دست می‌آید.

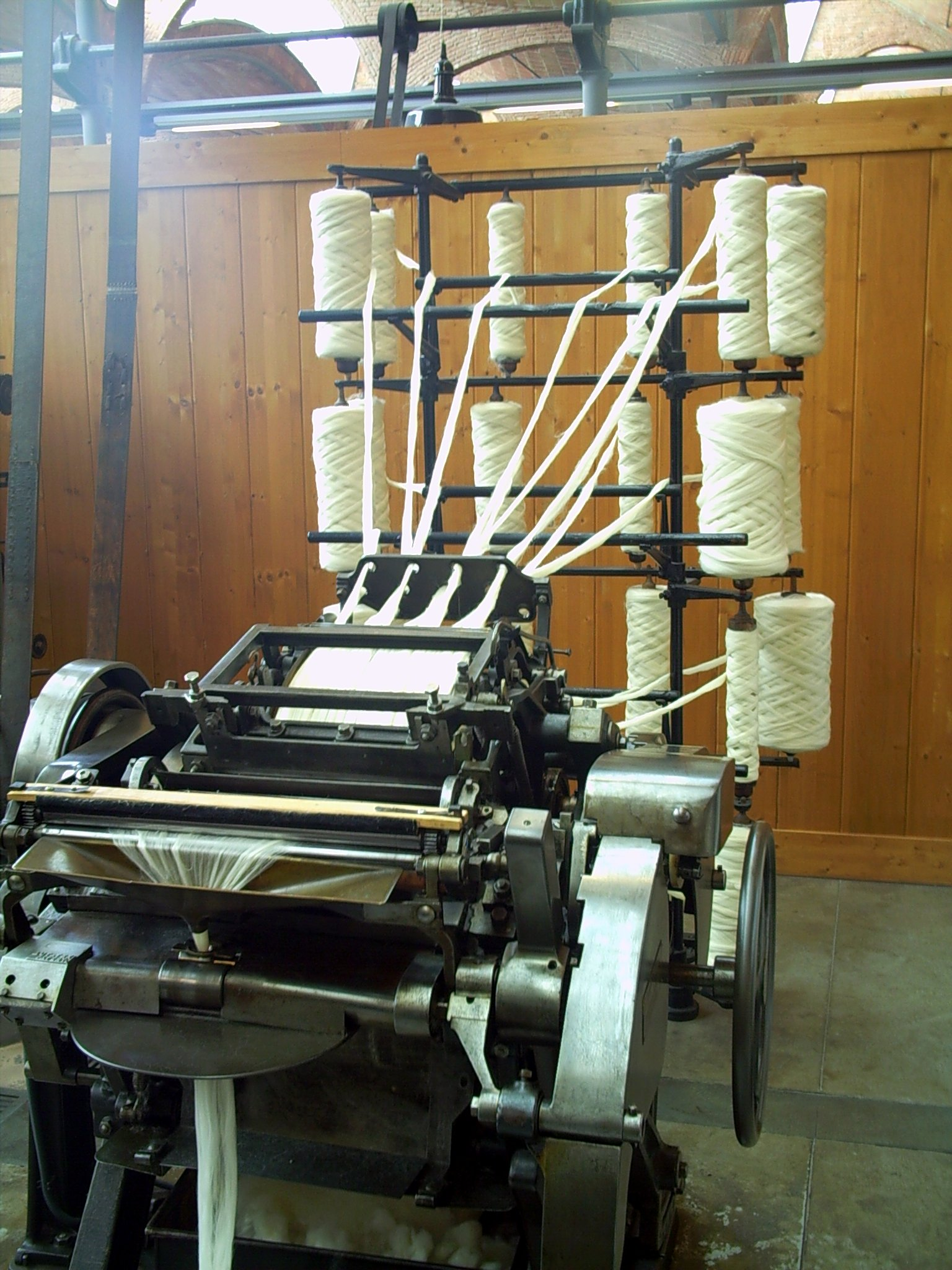
دستگاه شانه‌زنی

در مرحله دراوینگ، دستگاه دراوینگ چهار نوار الیاف را با هم ترکیب کرده و به یک نوار تبدیل می‌کند. تکرار این فرایند، کیفیت نوار را افزایش داده و امکان ریسیدن نخ‌های نازک‌تر و با کیفیت‌تر را فراهم می‌سازد.هر نوار الیاف دارای نقاطی نازک و ضخیم است، و با ترکیب چند نوار با یکدیگر می‌توان به اندازه‌ای یکنواخت‌تر دست یافت. از آن‌جا که ترکیب چند نوار باعث ایجاد یک طناب بسیار ضخیم از الیاف پنبه می‌شود، بلافاصله پس از ترکیب، این نوارها به رشته‌های نازک‌تری به نام رُووینگ تقسیم می‌شوند. این رشته‌ها (که به آن‌ها اسلابینگ نیز گفته می‌شود) سپس در فرایند ریسندگی مورد استفاده قرار می‌گیرند.
برای فرآوری ماشینی، رُووینگ حدود عرض یک مداد است. رُووینگ‌ها در یک درام جمع‌آوری شده و به دستگاه اسلابینگ منتقل می‌شوند که در آن پیچش به آن‌ها اضافه شده و روی بوبین‌ها پیچیده می‌شوند. دستگاه‌های واسطه برای تکرار فرآیند اسلابینگ استفاده می‌شوند تا نخ نازک‌تری تولید شود، سپس دستگاه رُووینگ آن را به نخ بسیار نازک‌تر تبدیل کرده، پیچش بیشتری به آن می‌دهد، ضخامت آن را یکنواخت‌تر و منظم‌تر می‌کند و روی لوله‌ای کوچکتر می‌پیچد.
دستگاه‌های کاردینگ که امروزه در کارخانه‌های پشم‌بافی استفاده می‌شوند، تفاوت چندانی با ماشین‌آلات مورد استفاده در ۲۰ تا ۵۰ سال گذشته ندارند و در برخی موارد، این ماشین‌ها مربوط به همان دوران هستند.
یک دستگاه شانه‌زنی که کل یک اتاق را اشغال می‌کند، عملکرد بسیار مشابهی دارد، تفاوت اصلی این است که الیاف از تعداد بیشتری درام عبور می‌کند که اغلب با چینش عرضی بین آن‌ها همراه است تا بار روی دستگاه‌های شانه‌زنی بعدی را یکنواخت کند، که معمولاً هر چه الیاف در سیستم جلوتر می‌روند، دندانه‌های آن‌ها ریزتر می‌شود.
وقتی الیاف از درام خارج می‌شوند، به شکل بات (یک توده صاف و مرتب از الیاف) هستند. اگر از یک دستگاه شانه‌زنی با درام کوچک استفاده شود، بات به طول محیط درام بزرگ بوده و اغلب محصول نهایی است. اما دستگاه شانه‌زنی با درام بزرگ، این بات را گرفته و با کشیدن آن نازک‌تر و نازک‌تر می‌کند تا به ضخامت مورد نظر برسد (اغلب ضخامت رُووینگ‌ها به اندازه مچ دست است). رولَگ با رُووینگ متفاوت است، زیرا رولگ رشته‌ای پیوسته نیست و الیاف در آن به صورت عرضی به جای طولی قرار می‌گیرند. الیاف پنبه به داخل دستگاه تغذیه می‌شوند، گرفته شده و هنگام کاردینگ روی صفحات صاف (فلَت‌ها) برس زده می‌شوند.
برخی از ریسندگان دستی در خانه خود دستگاه شانه‌زنی با درام کوچک دارند، به‌ویژه برای ترکیب کردن الیاف رنگی مختلف که از قبل کاردینگ شده‌اند.

دستگاه‌های شانه‌زنی تاریخی
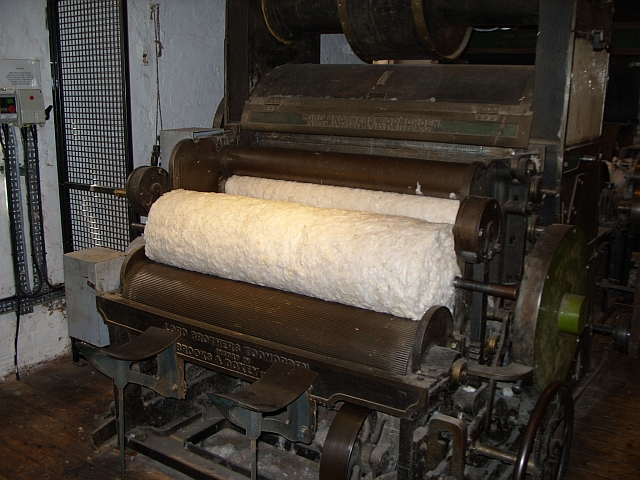
یک دستگاه شانه‌زنی بازسازی‌شده در کارخانه کواری بنک در انگلستان
- یک دستگاه شانه‌زنی پشم از سال ۱۹۱۳ در کارخانه پارچه‌سازی مولر، اوزکرشن
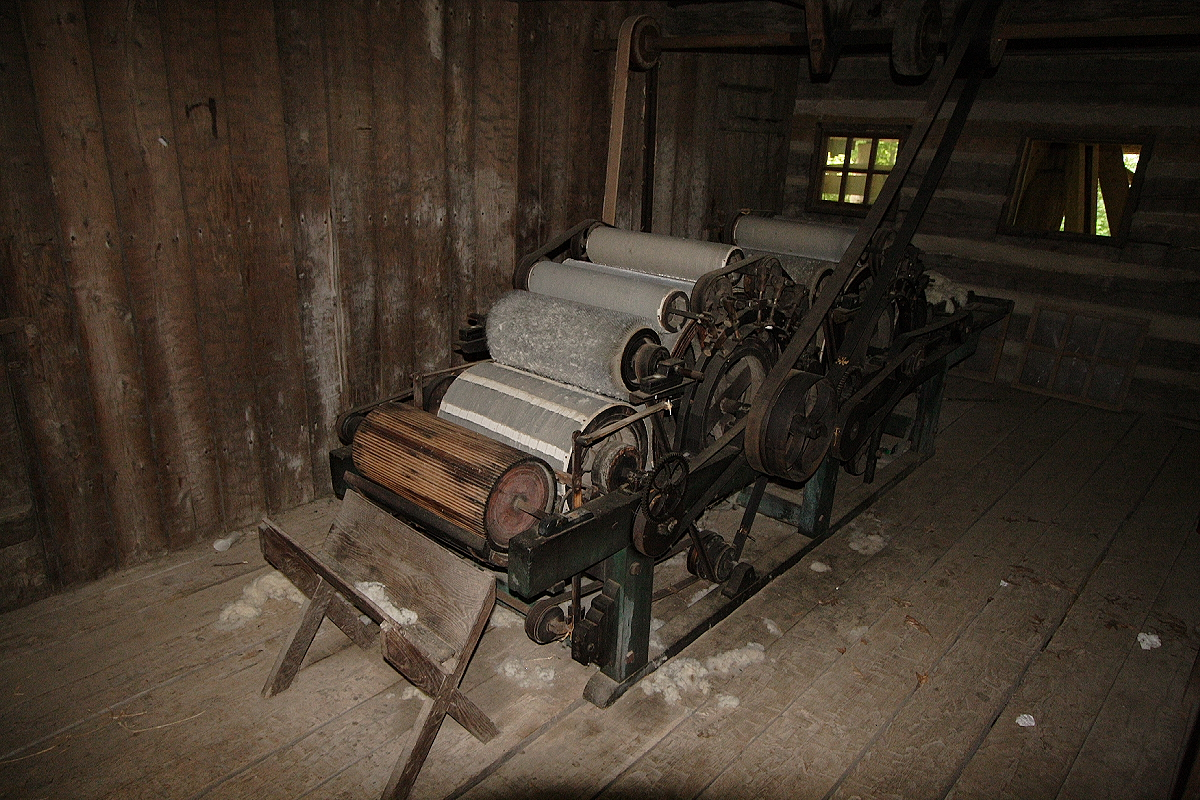
دستگاه شانه‌زنی دوگانه با نیروی گاو از قرن نوزدهم

## ابزارها
قبل از اختراع بافندگی مکانیزه، بافندگی با دستگاه دستی یک صنعت خانگی بود که از همان فرایندها ولی در مقیاسی کوچکتر استفاده می‌کرد. این مهارت‌ها به عنوان یک هنر صنعتگرانه یا به شکل هنر و سرگرمی حفظ شده‌اند.

### شانه‌زن دستی

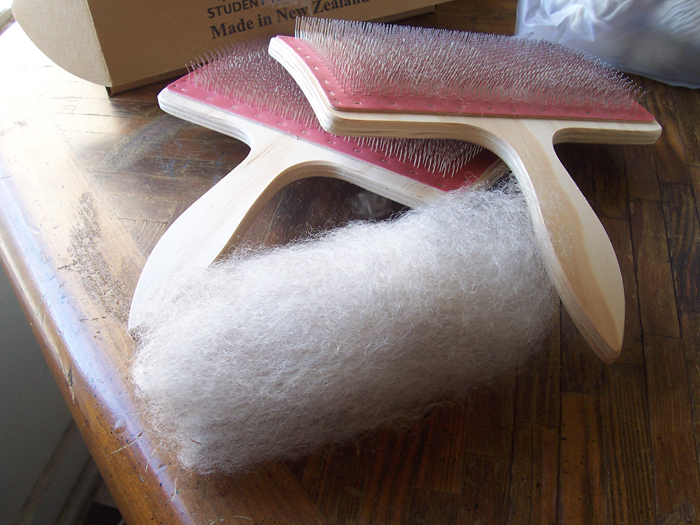
ایجاد رولگ با استفاده از شانه‌زن‌های دستی

کاردینگ‌های دستی معمولاً به شکل دسته‌های مربعی یا مستطیلی ساخته می‌شوند و در اندازه‌های مختلفی از ۲ در ۲ اینچ (۵.۱ × ۵.۱ سانتی‌متر) تا ۴ در ۸ اینچ (۱۰ × ۲۰ سانتی‌متر) وجود دارند. سطح کار هر دسته می‌تواند صاف یا به صورت استوانه‌ای خمیده باشد و پارچه کاردینگ روی آن قرار دارد. کاردینگ‌های کوچک‌تر که به آن‌ها فلک کارد گفته می‌شود، برای جدا کردن انتهای دسته‌ای از الیاف یا برای کشیدن چند رشته الیاف به منظور ریسیدن استفاده می‌شوند.

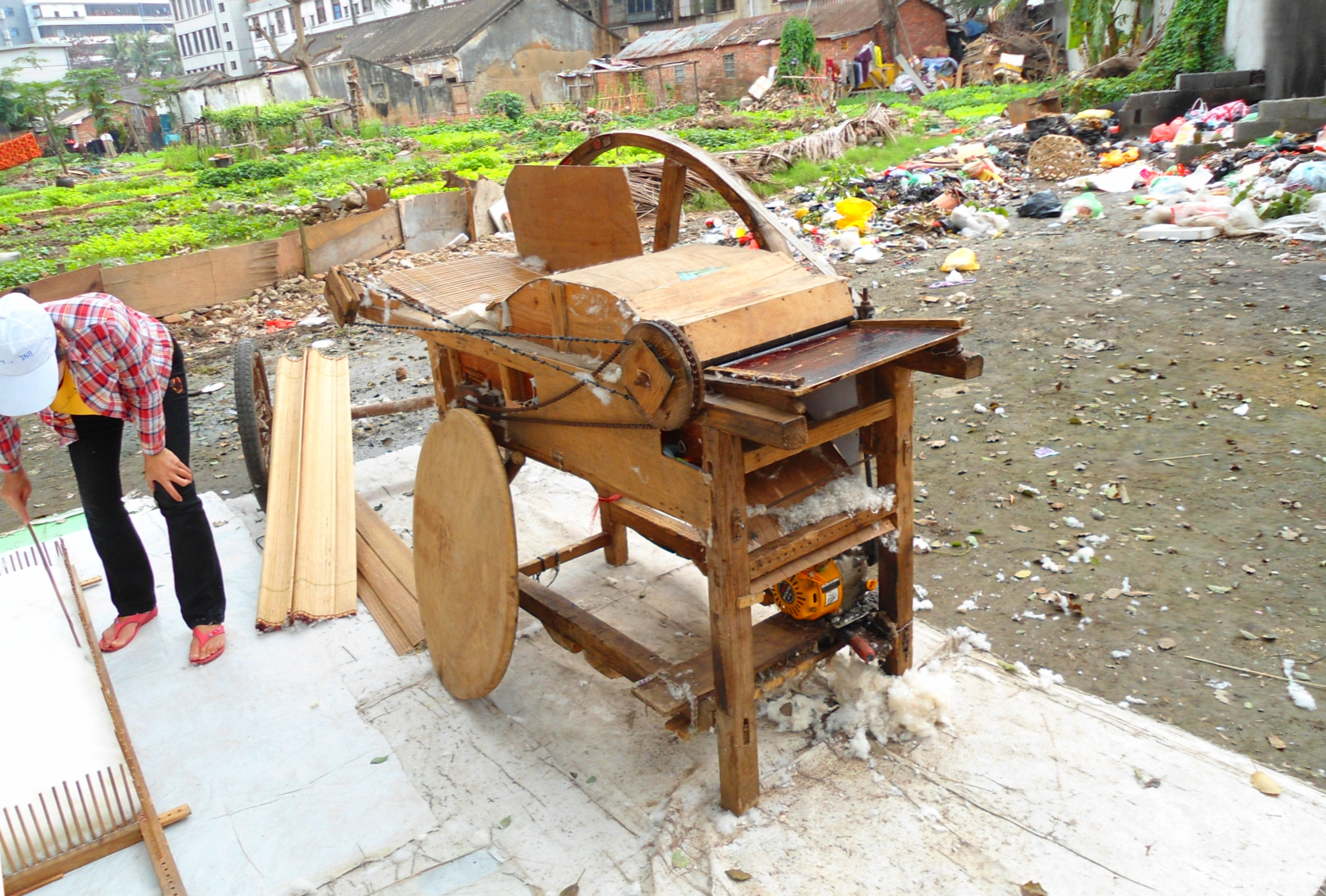
یک دستگاه شانه‌زنی در هایکو، استان هاینان، چین

این محصولات (رُووینگ‌ها، رولگ‌ها و بات‌ها) می‌توانند برای ریسندگی استفاده شوند.
کاردینگ پشم می‌تواند یا در چربی انجام شود یا خیر، بسته به نوع دستگاه و ترجیح ریسنده. در چربی به این معنی است که لانولینی که به طور طبیعی همراه پشم است، شسته نشده و باعث می‌شود پشم احساس کمی چرب داشته باشد. دستگاه‌های کاردینگ با درام بزرگ معمولاً با لانولین سازگاری ندارند، بنابراین بیشتر کارخانه‌های تجاری ورستد و پشمی قبل از کاردینگ پشم را می‌شویند. اما کاردینگ‌های دستی (و همچنین دستگاه‌های کاردینگ با درام کوچک، هرچند دستورالعمل‌ها ممکن است توصیه نکنند) می‌توانند برای کاردینگ پشم غنی از لانولین استفاده شوند.

### دستگاه‌های شانه‌زنی دارام‌دار

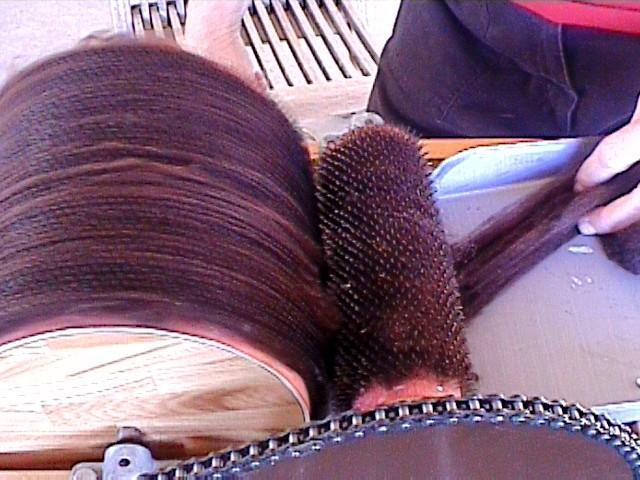
ChatGPT said:
کاردینگ موی لاما با دستگاه کاردینگ دستی دسته‌گردان

ساده‌ترین دستگاه شانه‌زنی ماشینی، دستگاه شانه‌زنی درام‌دار است. بیشتر این دستگاه‌ها با دسته دستی کار می‌کنند، اما برخی از آن‌ها با موتور برقی تغذیه می‌شوند. این دستگاه‌ها معمولاً دارای دو غلتک یا درام هستند که با پوشش کاردینگ (پارچه‌ میخی) پوشیده شده‌اند. غلتک کوچک‌تر که به آن "لیکِر-این" گفته می‌شود، الیاف را از سینی تغذیه به غلتک بزرگ‌تر منتقل می‌کند. این دو غلتک از طریق تسمه یا زنجیر به یکدیگر متصل‌اند، به‌طوری‌که سرعت نسبی آن‌ها باعث می‌شود غلتک ذخیره (بزرگ‌تر) به‌آرامی الیاف را از لیکر-این بکشد. این کشش، الیاف را صاف کرده و بین سوزن‌های پارچه کاردینگ غلتک بزرگ‌تر قرار می‌دهد. این فرایند ادامه می‌یابد تا زمانی‌که سطح غلتک با الیاف پر شود. وجود یک شکاف در پوشش کاردینگ، برداشت بات را زمانی‌که غلتک پر شده، تسهیل می‌کند.

### شانه‌زن‌های کارگاهی
- استفاده از دستگاه کاردینگ کارگاهی برای کاردینگ آلپاکای سفید
- نموداری که نام، موقعیت و جهت چرخش غلتک‌های به‌کاررفته در یک دستگاه کاردینگ کارگاهی را نشان می‌دهد.

دستگاه‌های شانه‌زنی کارگاهی تفاوت قابل‌توجهی با دستگاه‌های شانه‌زنی ساده درام‌دار دارند. این دستگاه‌ها مانند شانه‌زن درام‌دار، الیاف را در پارچه کاردینگ ذخیره نمی‌کنند؛ بلکه الیاف از میان بخش‌های مختلف دستگاه عبور می‌کنند تا برای ذخیره‌سازی یا پردازش بیشتر توسط دستگاه‌های دیگر آماده شوند.
یک دستگاه شانه‌زنی کارگاهی معمولی دارای یک درام بزرگ (سوئیفت) است که با یک جفت غلتک تغذیه (نیپر)، یک یا چند جفت غلتک کارگر و استریپر، یک غلتک فَنسی و یک غلتک دافر همراهی می‌شود. تغذیه الیاف به داخل دستگاه معمولاً به‌صورت دستی یا از طریق نوار نقاله انجام می‌شود و خروجی دستگاه شانه‌زنی کارگاهی اغلب به‌صورت بات ذخیره می‌شود یا برای پردازش بیشتر به رُووینگ تبدیل شده و با کمک دستگاه جانبی پیچنده (بامپ وایندر) به شکل بامپ پیچیده می‌شود. دستگاه کاردینگ کارگاهی در تصویر زیر از هر دو نوع خروجی پشتیبانی می‌کند.
الیاف خام که روی میز تغذیه یا نوار نقاله قرار داده شده‌اند، به سمت غلتک‌های نیپر حرکت می‌کنند که الیاف را مهار کرده و به طور منظم روی سوئیفت منتقل می‌کنند. هنگام انتقال به سوئیفت، بسیاری از الیاف صاف شده و در پارچه کاردینگ سوئیفت قرار می‌گیرند. این الیاف سپس از غلتک‌های کارگر یا استریپر عبور کرده و به سمت غلتک فَنسی هدایت می‌شوند.
هنگامی که سوئیفت الیاف را از نیپرها به جلو می‌برد، الیافی که هنوز صاف نشده‌اند توسط غلتک کارگر گرفته شده و از بالای آن به سمت غلتک استریپر جفت شده‌اش منتقل می‌شوند. نسبت به سرعت سطح سوئیفت، غلتک کارگر با سرعت نسبتاً کمتری می‌چرخد که باعث معکوس شدن الیاف می‌شود. غلتک استریپر که با سرعت بیشتری نسبت به کارگر می‌چرخد، الیاف را از کارگر می‌کشد و به سوئیفت تحویل می‌دهد. سرعت سطحی نسبی استریپر کندتر از سوئیفت است، بنابراین سوئیفت الیاف را از استریپر می‌کشد تا صاف شدن بیشتری روی آن‌ها انجام شود.
الیاف صاف شده توسط سوئیفت به سمت غلتک فَنسی منتقل می‌شوند. پارچه کاردینگ غلتک فَنسی طوری طراحی شده که با پارچه کاردینگ سوئیفت درگیر شود، به گونه‌ای که الیاف به نوک‌های پارچه کاردینگ سوئیفت بلند شده و توسط سوئیفت به سمت غلتک دافر منتقل شوند. تنها غلتک‌هایی که در فرایند کاردینگ واقعاً با یکدیگر تماس دارند، غلتک فَنسی و سوئیفت هستند.

## همچنین ببینید
- کارخانه پنبه
- ماشین آلات ریسندگی پنبه
- دوبرابر کردن منسوجات
- ریسندگی اصطکاکی DREF
- گیگ-میل
- ریسندگی با انتهای باز
- ریسندگی
- چرخ ریسندگی
- تولیز پارچه در طول انقلاب صنعتی
- تولید پارچه
- جدول زمانی پوشاک و منسوجات
- تحقق نخ

## بیوگرافی
- Collier, Ann M (1970), A Handbook of Textiles, Pergamon Press, p. 258, ISBN 0-08-018057-4
- Hills, Richard Leslie (1993), Power from Steam: A History of the Stationary Steam Engine, Cambridge University Press, p. 244, ISBN 978-0-521-45834-4
- Nasmith, Joseph (1896). The Students Cotton Spinning (Third ed.). Deansgate, Manchester: John Heywood Ltd. p. 637.
- Richards, R.T.D. (1972). "The development of the modern woollen carding machine".  In Jenkins, J. Geraint (ed.). The wool textile industry in Great Britain (1 ed.). London [u.a.]: Routledge & Kegan. ISBN 0710069790.